# Hogna medellina
Hogna medellina is een spinnensoort in de taxonomische indeling van de wolfspinnen (Lycosidae).
Het dier behoort tot het geslacht Hogna. De soort werd voor het eerst wetenschappelijk beschreven in 1914 door Embrik Strand. Strand gebruikte oorspronkelijk de naam Tarentula medellina. Ze is genoemd naar de vindplaats, de Colombiaanse stad Medellín. Het was een van de spinnen die Otto Fuhrmann had verzameld op zijn expeditie samen met Eugène Mayor naar Colombia in 1910.